# História da cidade do Rio de Janeiro

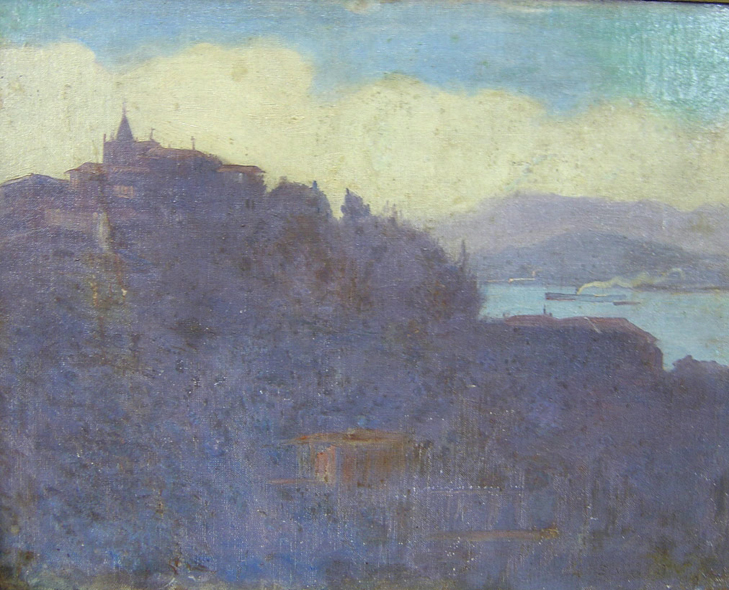
Morro do Castelo, núcleo original da cidade do Rio de Janeiro (pintura de Eliseu Visconti (1866-1944).

A história da cidade do Rio de Janeiro, no Brasil, principia com sua ocupação por povos ameríndios em época ainda não determinada pela ciência, e segue até os dias de hoje.

## Período Pré-Cabralino

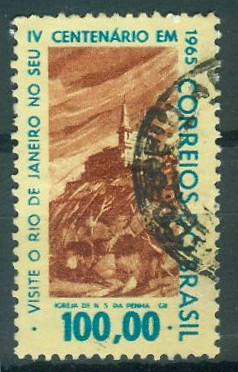
Selo brasileiro de 1965 em comemoração aos 400 anos da fundação do Rio de Janeiro

Por volta do ano 1000, a maior parte do atual litoral brasileiro, incluindo o território da atual cidade do Rio de Janeiro, foi invadida por povos tupis procedentes da Amazônia. Eles expulsaram os habitantes anteriores do litoral, chamados de tapuias pelos tupis, para o interior do continente.
No início do século XVI, o território da cidade do Rio de Janeiro era ocupado na sua maior parte pela tribo tupi dos tupinambás, também chamados tamoios. Uma das inúmeras aldeias tupinambás no território da atual cidade do Rio de Janeiro era a aldeia Carioca, cujo nome viria a se tornar, posteriormente, o gentílico da cidade. Somente a atual ilha do Governador (então conhecida como ilha de Paranapuã) era ocupada por uma tribo tupi rival: os temiminós.

## Período Colonial
A Baía de Guanabara, que banha a cidade do Rio de Janeiro, foi descoberta pelos portugueses em 1º de janeiro de 1502, durante a viagem do florentino Américo Vespúcio de reconhecimento da costa da América Portuguesa. Há controvérsias sobre quem teria sido o capitão-mor dessa expedição, onde alguns autores afirmam ter sido Gaspar de Lemos ou Gonçalo Coelho, que participou da expedição de 1503. A baía foi, na ocasião, cartografada pelos navegadores portugueses com a toponímia "Rio de Janeiro". O nome aparece oficialmente pela primeira vez quando a segunda expedição exploratória portuguesa, comandada por Gaspar lemos, chegou em Janeiro de 1502, à baía, que o navegador supôs, compreensivelmente, ser a foz de um rio, por conseguinte, dando o nome à região do Rio de Janeiro.
Em 1503, Américo retorna ao Rio de Janeiro para a construção da feitoria de Cabo Frio, apesar de que existem provas de que ela teria sido fundada na Baía de Guanabara (feitoria da Baía de Guanabara), e os portugueses não teriam especificado exatamente o local por questões de estratégia.
Até a tentativa de colonização francesa, em 1555, como mostra o próximo título, a Baía de Guanabara serviu como porto de passagem de muitos viajantes espanhóis, portugueses e alguns franceses, que se abasteciam com mercadorias e suprimentos e/ou consertavam as embarcações danificadas antes de seguir viagem.
Por volta de 1554, os índios chamavam o porto do Rio de Janeiro de "Niterói", nome que viria a designar, a partir de 1834, o atual município de Niterói.

### A França Antártica

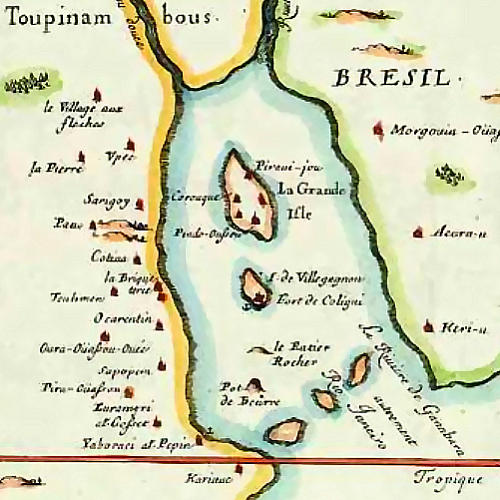
Mapa francês de 1555 da baía de Guanabara

A França Antártica se trata de uma tentativa de colonização francesa no interior da atual Baía de Guanabara. Liderados pelo vice-almirante Nicolas Durand de Villegagnon, os franceses chegaram em 1555 na Ilha de Serigipe. Com a aliança de alguns nativos da região, os tamoios, os novos colonos europeus conseguiram erguer o Forte Coligny e expulsaram os nativos temiminós da região, inimigos dos tamoios. A então chamada França Antártica só não se efetivou por completo devido a problemas internos, como questões religiosas, que se somaram ao ataque ao forte dos portugueses, liderados por Mem de Sá, ao forte, em 1560.[carece de fontes?]

### A cidade de São Sebastião do Rio de Janeiro

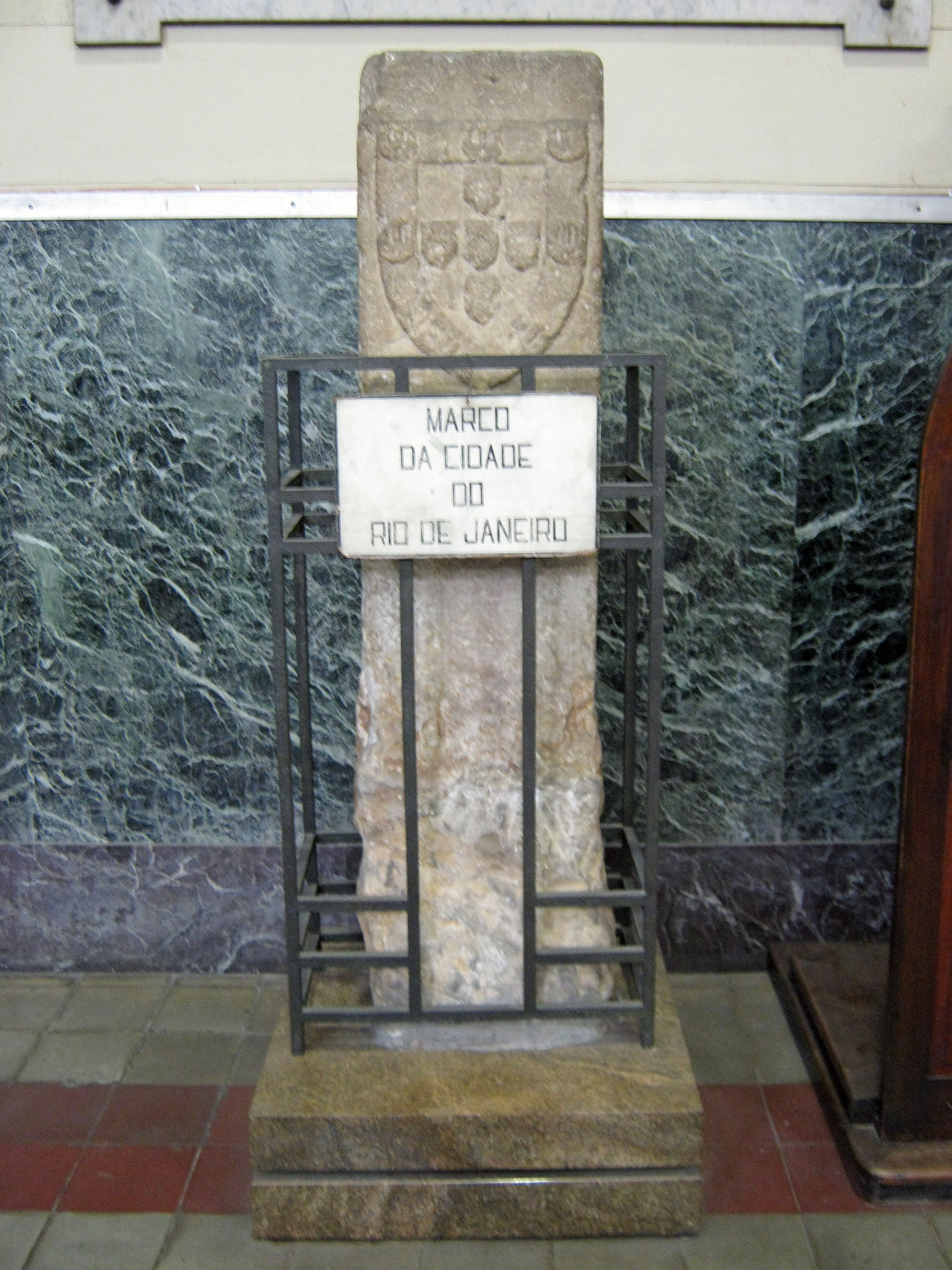
Marco padrão da cidade do Rio de Janeiro, no interior da Igreja de São Sebastião dos Capuchinhos, na Tijuca.

A cidade de "São Sebastião do Rio de Janeiro" foi fundada por Estácio de Sá em 1° de março de 1565, quando desembarcou num istmo entre o Morro Cara de Cão e o Morro do Pão de Açúcar, erguendo uma paliçada defensiva. Foi a segunda cidade do Brasil, depois de Salvador, fundada em 1549 (antes só havia vilas e aldeias na colônia). O nome era uma dupla homenagem a D; Sebastião, o rei-menino, monarca de jure de Portugal, e a São Sebastião, a quem se atribui um milagre que culminou na fundação da cidade. Na região da Praia Vermelha, Estácio também mandou erigir a igreja de São Sebastião, o primeiro templo religioso da cidade, embora feito de pau a pique.

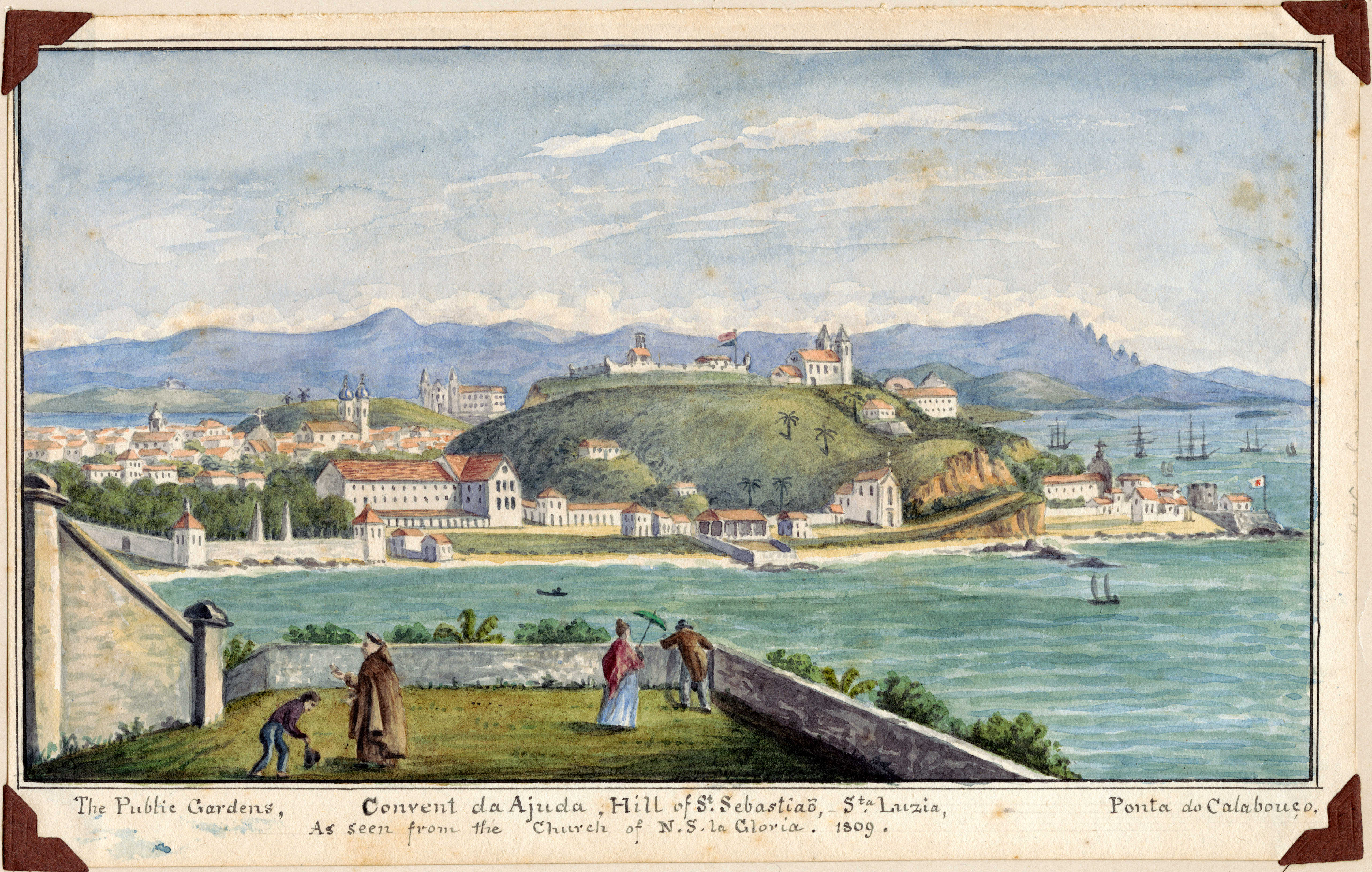
Morro do Castelo, com a Fortaleza e a Igreja de São Sebastião no topo, no canto esquerdo o Passeio Público, visto do terraço da Igreja da Glória, por Richard Bate em 1809.

A vitória de Estácio de Sá, subjugando elementos remanescentes franceses (os quais, aliados aos tamoios, dedicavam-se ao comércio, ameaçando o domínio português na costa do Brasil), garantiu a posse do Rio de Janeiro, rechaçando, a partir daí, novas tentativas de invasões estrangeiras e expandindo, à custa de guerras, seu domínio sobre as ilhas e o continente. Em 1566, sob a liderança de Cristovão de Barros, o núcleo de começou a se espalhar pelo entorno da Baía de Guanabara, em particular, da Baixada Fluminense, dando início a Capitania Real do Rio de Janeiro, que pertencia a Coroa portuguesa e não a um donatário, como São Vicente ou Pernambuco. Só em 1567, no entanto, com a derrota final dos franco-tamoios em Uruçumirim (Praia do Flamengo), a colonização dos arredores prosperaria.

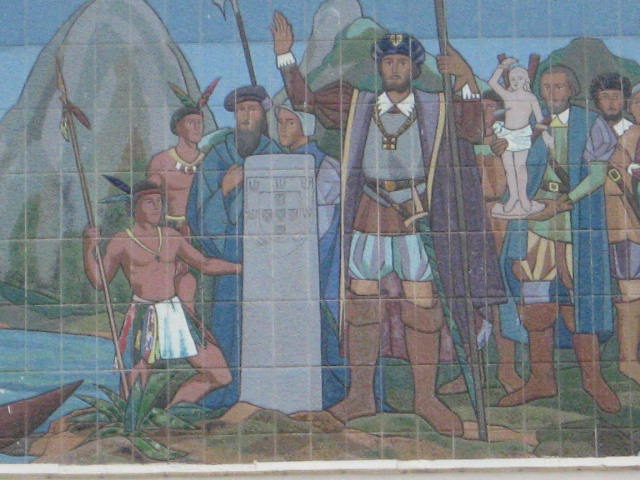
Gravura representando a fundação da cidade do Rio de Janeiro por Estácio de Sá em 1565

A povoação portuguesa foi refundada no alto do Morro do Castelo (completamente arrasado em 1922), no atual Centro da cidade. O novo povoado marca, de fato, o começo da expansão da cidade fundada pelos portugueses.

Igreja de São Sebastião dos Capuchinhos, no Morro do Castelo, durante a transladação dos restos mortais de Estácio de Sá, em 1922, antes da sua demolição. Acervo do Instituto Moreira Salles.

Em 1573, o rei D. Sebastião, tendo já atingido a maioridade, deu ao Rio de Janeiro o título de "capital do Brasil" e criou um segundo governo-geral na cidade, colocando sob sua administração a "Repartição Sul," que incluía as capitanias de São Vicente, Rio de Janeiro e Espírito Santo. A Repartição Sul teve uma história conturbada, pois foi desfeita e recriada várias vezes: 1573–1578, 1608–1612 e na década de 1640, durante o governo de Salvador de Sá e Benevides. No entanto, mesmo nos períodos em que o governo da Repartição Sul não foi reconhecido por Portugal, "as capitanias do Rio de Janeiro" se recusaram a responder ao governo-geral de Salvador, levando a uma série de atritos, que culminaram na transferência do governo-geral de Salvador para o Rio em 1763, com o apoio da capitania de Pernambuco.
Durante quase todo o século XVII, a cidade teve um desenvolvimento urbano lento. Uma rede de pequenas ruelas conectava entre si as igrejas, ligando-as ao Paço e ao Mercado do Peixe, à beira do cais. A partir delas, nasciam as principais ruas do atual centro. Porém, com a invasão holandesa no Nordeste brasileiro, a produção de açúcar é aumentada a partir dos vários engenhos que se espalham pela cidade.
Essa importância tornou-se ainda maior com a exploração de jazidas de ouro em Minas Gerais no século XVIII: a proximidade levou à consolidação da cidade como proeminente centro portuário e econômico. Em 1763, o ministro português Marquês de Pombal transferiu a sede do Brasil Colônia de Salvador para o Rio de Janeiro, resolvendo os conflitos entre as repartições norte e sul. Na década de 1770, os governos-gerais dos Estados do Maranhão e do Grão-Pará são igualmente desfeitos, e toda a América Portuguesa passa a ter o governo do Rio como sede.
No início do século XIX, o Rio já era a segunda maior cidade do Brasil, atrás apenas de Vila Rica (atual Ouro Preto). Após a chegada da família real em 1808, a população cresceu rapidamente, e a cidade  passou a ser a maior do país. Permaneceria sendo a maior do Brasil até a década de 1950, quando foi ultrapassada por São Paulo.
O Rio de Janeiro foi a capital do Brasil de 1763 a 1960, quando o governo federal foi em grande parte (mas não totalmente) levado para Brasília. Atualmente é a segunda mais populosa cidade do país, depois de São Paulo. Entre 1808 e 1815, foi a capital do "Reino Unido de Portugal e dos Algarves", como era oficialmente designado Portugal na época. Entre 1815 e abril de 1821, sediou o Reino Unido de Portugal, Brasil e Algarves, após elevação do Brasil a parte integrante do Reino Unido.

Rua Primeiro de Março e o Morro do Castelo ao fundo, do lado esquerdo do morro, no topo, está o Colégio dos Jesuítas e ao lado deste o antigo Observatório Nacional, vistos da igreja do Carmo. Fotografia de Juan Gutierrez, por volta de 1890. Acervo do Instituto Moreira Salles.

Nos séculos XVIII e XIX, muitas casas e fazendas tinham nascentes e poços em seus terrenos. Também havia chafarizes, fontes e bicas, nas quais os moradores buscavam água e a carregavam em potes, barris ou baldes. Outra forma de se conseguir água era comprá-la dos "aguadeiros", escravos que percorriam as ruas em carroças vendendo água de casa em casa. Segundo relatos do professor alemão Hermann Burmeister em seu livro "Viagem ao Brasil", publicado em 1853:

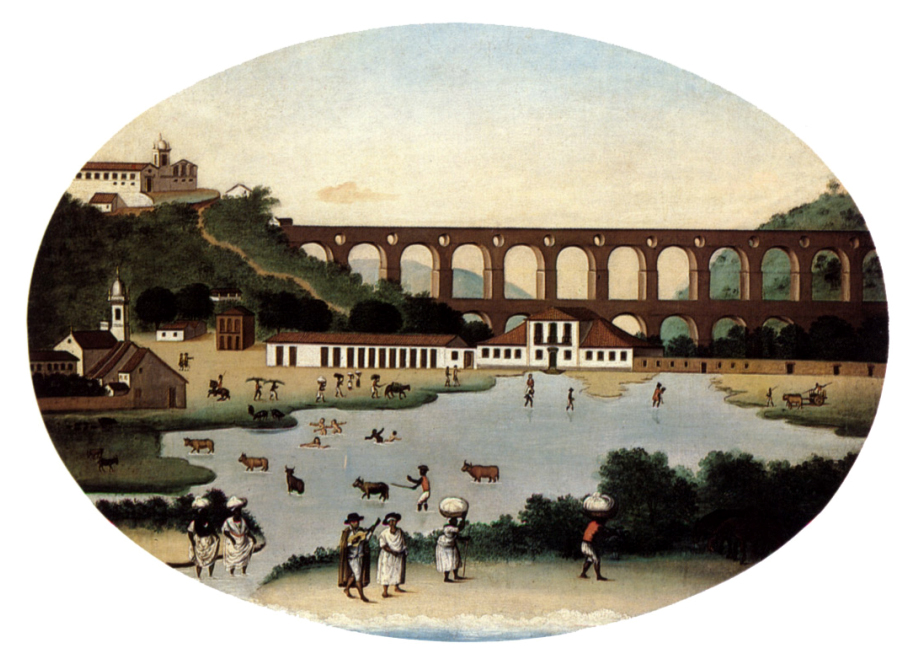
Vista da Lagoa do Boqueirão com o atual Arcos da Lapa e do Convento de Santa Teresa. Pintura de Leandro Joaquim, em 1790.

| “ | O aqueduto da Carioca termina no Morro de Santo Antônio, no chafariz da Carioca, ao lado de um logradouro que tem o mesmo nome, oferecendo, pelas suas bicas metálicas, o líquido aos pretos carregadores d'água que constantemente o ocupam. | ” |

## Período Imperial

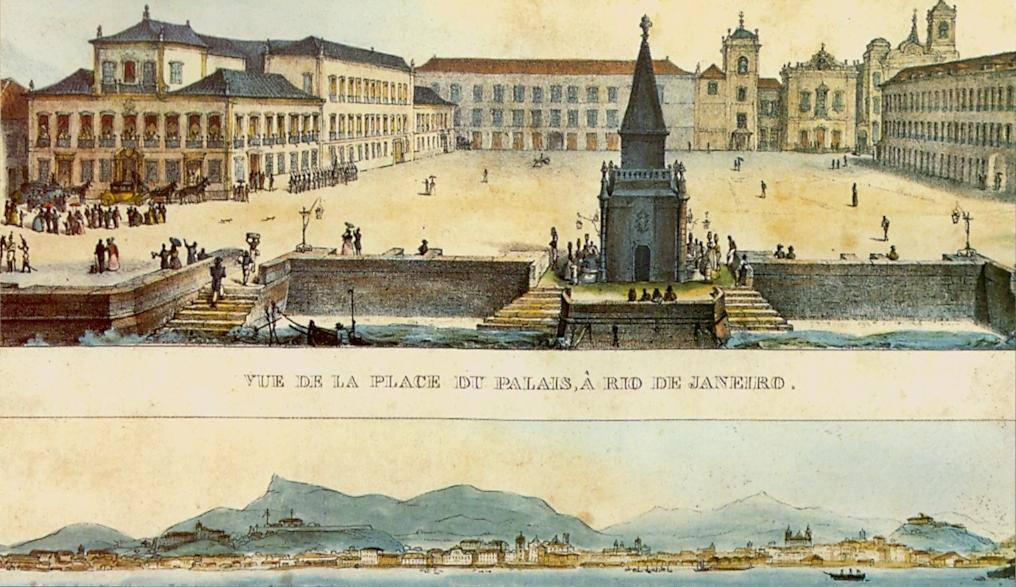
Na parte superior, a atual Praça XV, do lado esquerdo o Paço Imperial (sede do governo Colonial, Real e Imperial) ao fundo o Convento e Igreja do Carmo (onde D. Pedro I e D. Pedro II foram coroados) e o Chafariz do Mestre Valentim, na frente. Na parte inferior um panorama da cidade com destaque o Corcovado. De Jean-Baptiste Debret, em 1830.

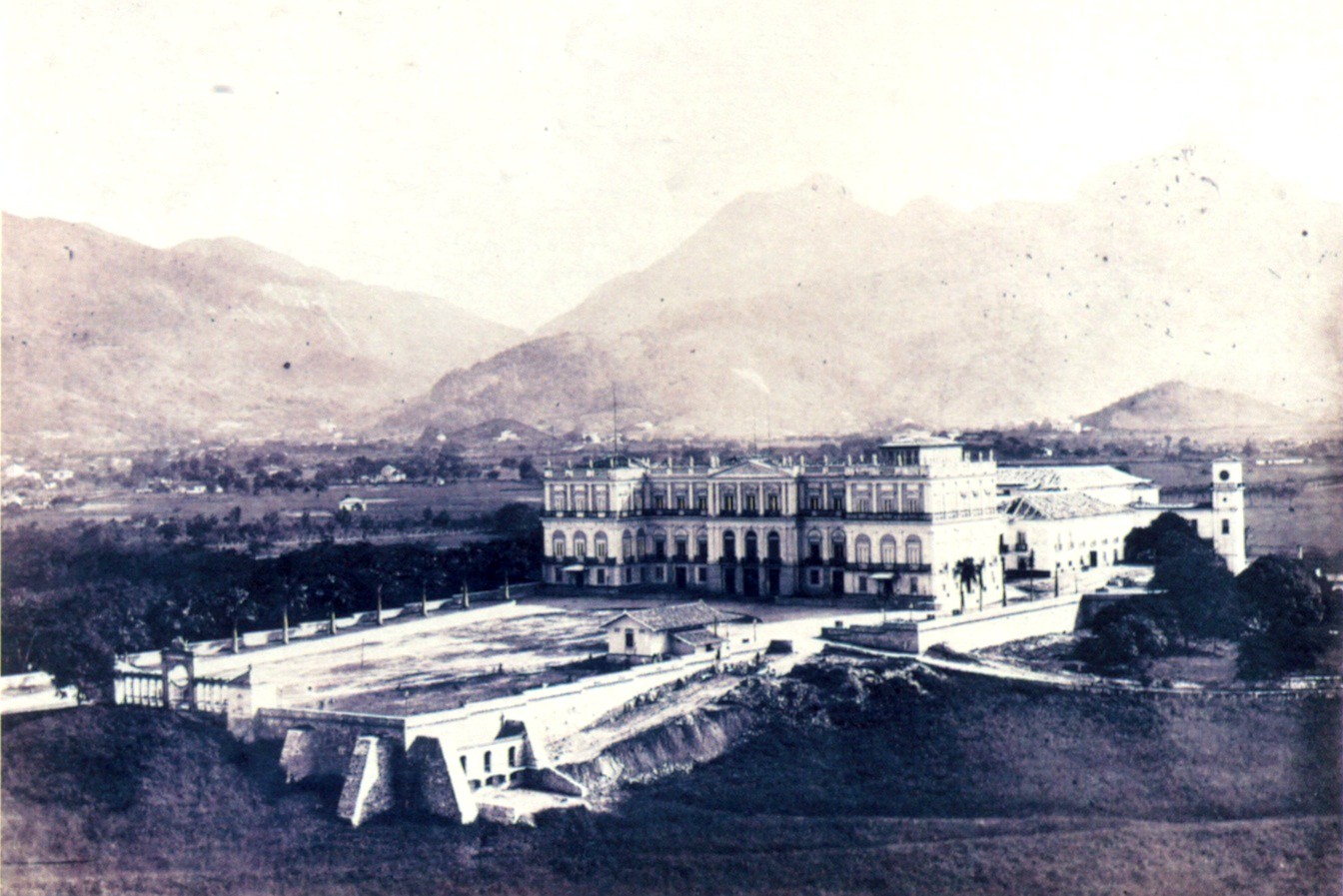
Paço de São Cristóvão, atual Museu Nacional, na Quinta da Boa Vista. Foi residência da família de D. João VI e da Família Imperial Brasileira. Em 1862.

Após a Independência do Brasil em 1822, a cidade do Rio de Janeiro continuou como capital do império, enquanto a província do Rio de Janeiro enriqueceu com a agricultura canavieira da região de Campos e, principalmente, com o novo cultivo do café no Vale do Paraíba. De modo a separar a província da capital do Império, a cidade do Rio de Janeiro foi compreendida, no ano de 1834, no Município Neutro, passando a província do Rio de Janeiro a ter Niterói como capital.

A antiga Casa de Câmara e Cadeia (Cadeia Velha), atual Palácio Tiradentes, onde ocorreu a Assembleia Constituinte do Brasil de 1823. E a primeira sede da Câmara dos Deputados.

Na segunda metade do século XIX, a cidade crescia em ritmo acelerado, com as edificações utilizando madeira amplamente. Com incêndios causando transtornos na cidade, foi criado, em 1855, o Corpo de Bombeiros.
Como centro político do país, a cidade concentrava a vida político-partidária do Império. Foi palco dos Movimentos Abolicionista e Proclamação da República.

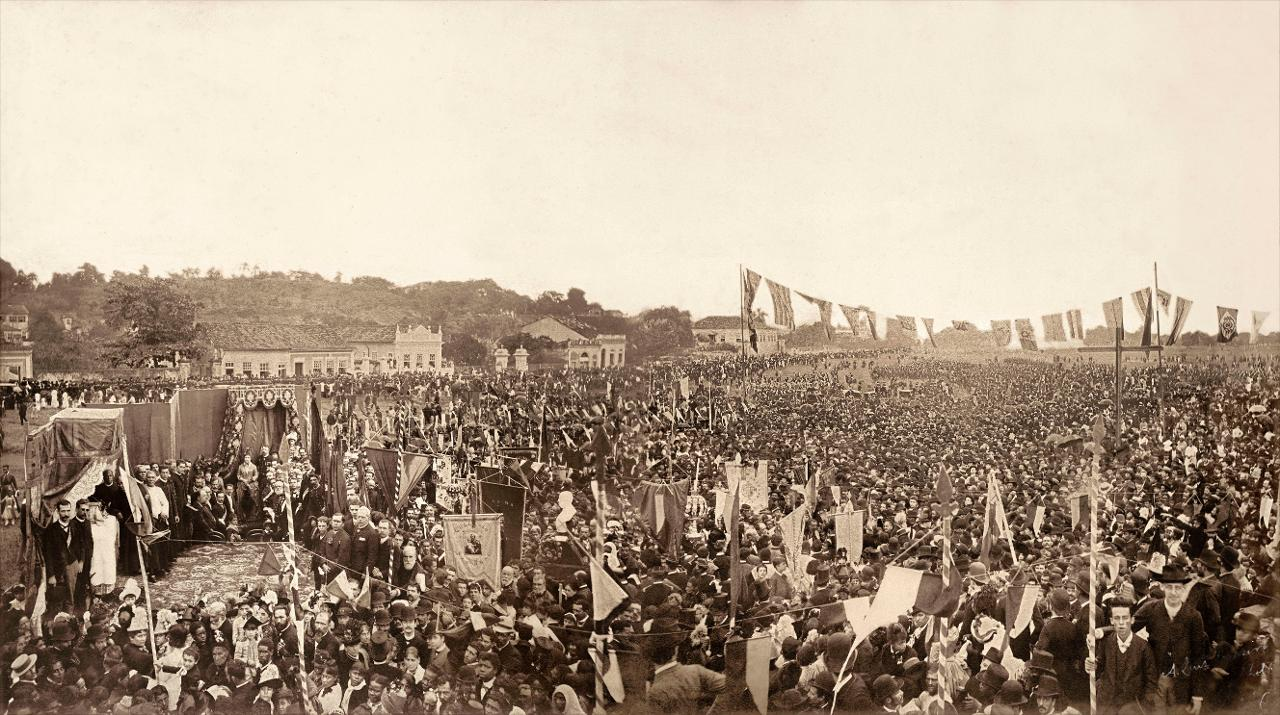
Missa campal celebrada em ação de graças pela Abolição da Escravatura no Brasil, 1888. Princesa Isabel e parte da corte, e talvez Machado de Assis, do lado esquerdo. Campo de São Cristóvão, Rio de Janeiro-RJ, Brasil. Antonio Luiz Ferreira.

## Período republicano

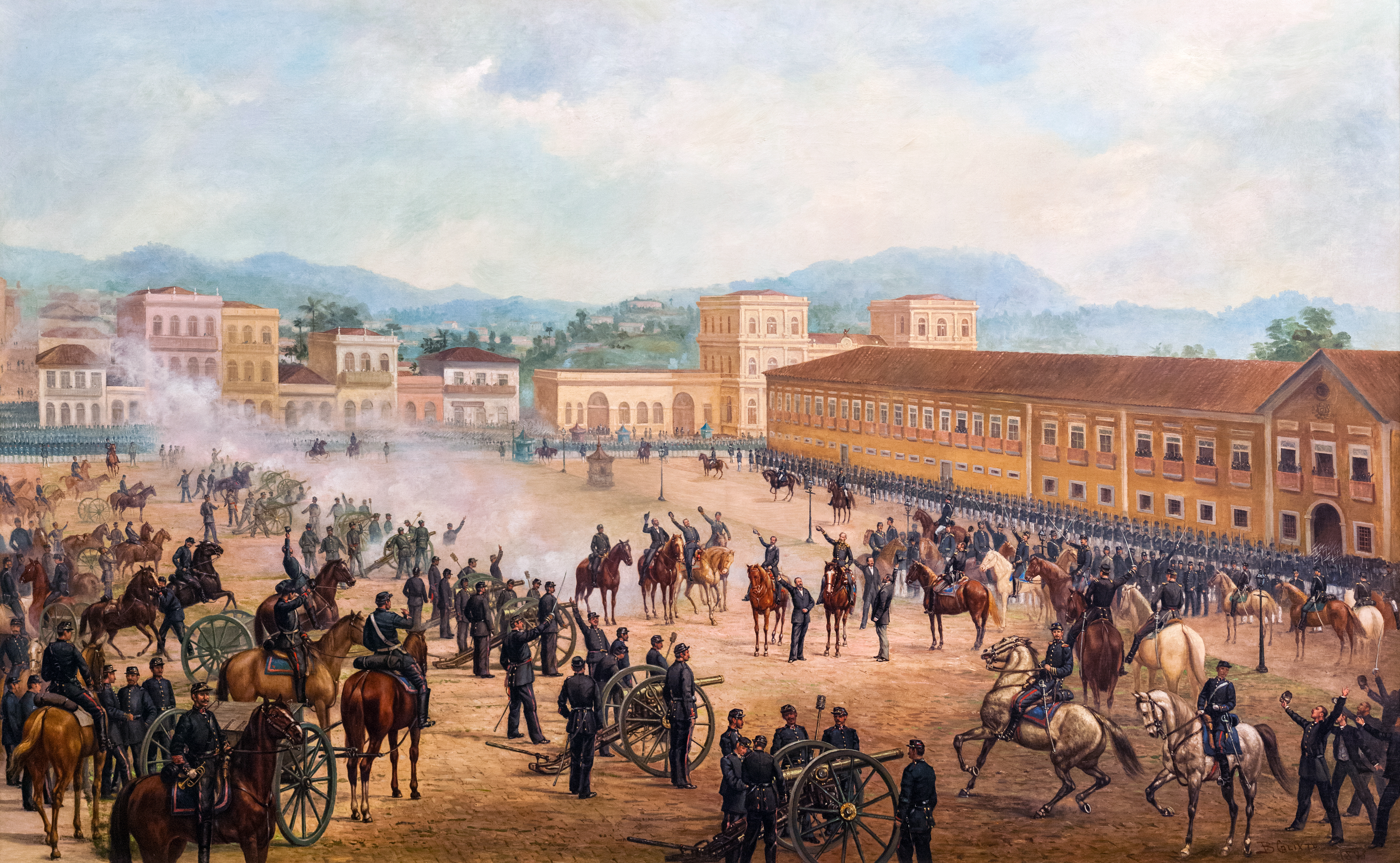
Proclamação da República em 1889, o Marechal Deodoro da Fonseca lidera um golpe militar no Campo de Santana, Rio de Janeiro, onde localizava-se o Palácio do Conde dos Arcos (Senado Imperial), tornando-se o primeiro presidente da República do Brasil. Pintura de Benedito Calixto, de 1893. Acervo da Pinacoteca de São Paulo.

Com a Proclamação da República Brasileira em 1889, a cidade passou a enfrentar graves problemas sociais advindos do crescimento rápido e desordenado. Com o fim do trabalho escravo em 1888, a cidade passou a receber grandes contingentes de imigrantes europeus e de ex-escravos, atraídos pelas oportunidades que ali se abriam ao trabalho assalariado. Entre 1872 e 1890, sua população duplicou, passando de 274 mil para 522 mil habitantes.

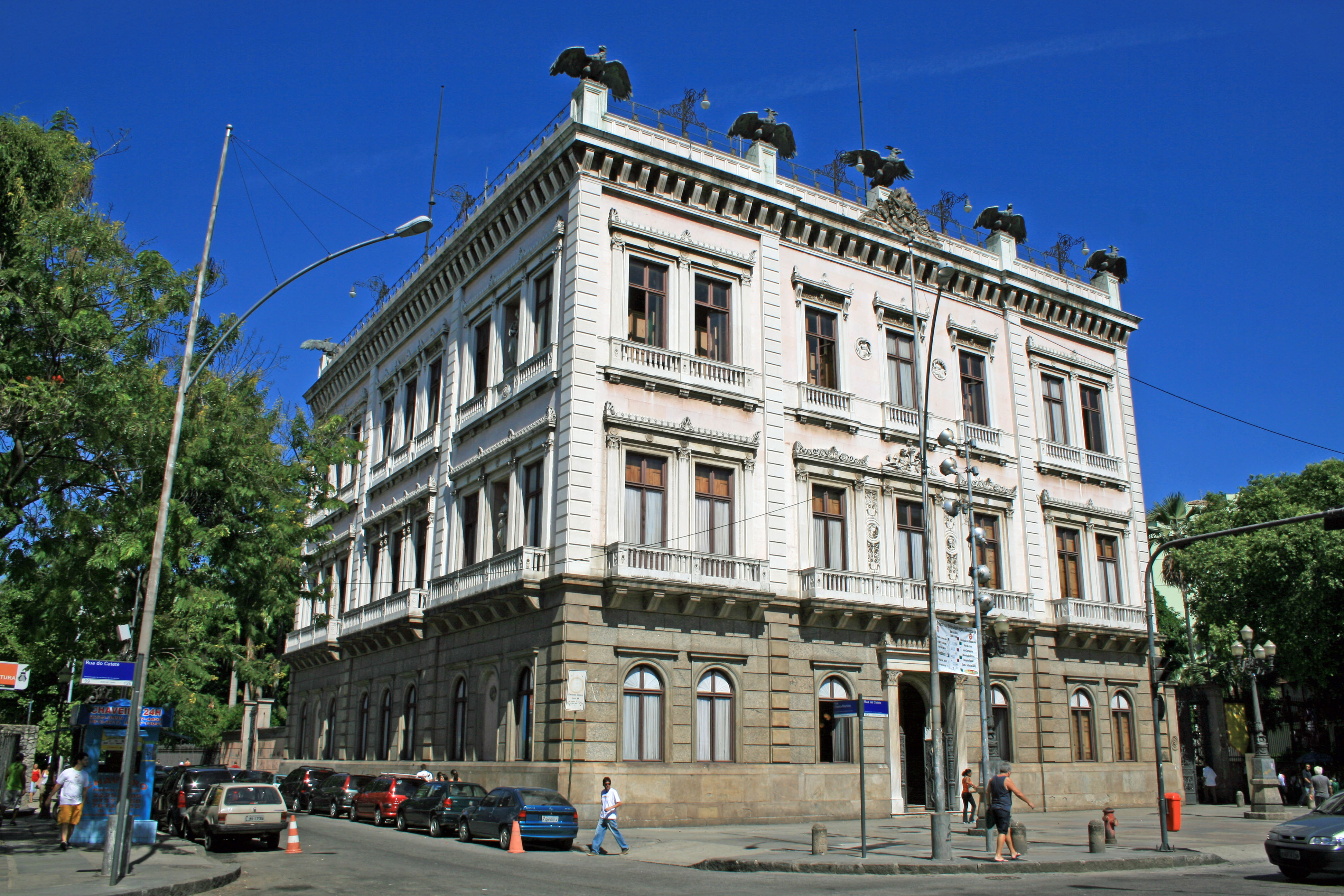
Palácio do Catete, atual Museu da República, sede do poder republicano entre os anos de 1897 e 1960. E onde Getúlio Vargas cometeu suicídio em 1954.

O aumento da pobreza agravou a crise habitacional, traço constante na vida urbana da cidade desde meados do século XIX. O epicentro dessa crise era ainda, e cada vez mais, o miolo central – a Cidade Velha e suas adjacências –, onde se multiplicavam as habitações coletivas e eclodiam as violentas epidemias de febre amarela, varíola e cólera-morbo, que conferiam, à cidade, fama internacional como "porto sujo".

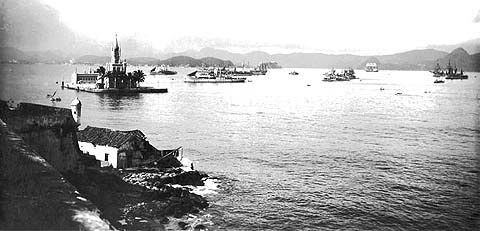
A baía de Guanabara em 1885. À esquerda, a Ilha Fiscal.

Muitas campanhas de erradicação perpetradas pelos governos da época não foram bem recebidas pela população carioca. Houve várias revoltas populares, entre elas, a Revolta da Vacina, de 1904, que também teve como causa a tomada de medidas impopulares, como as reformas urbanas do Centro, executadas pelo engenheiro Pereira Passos. Nessas reformas, foram demolidos vários cortiços, e a população pobre da Região Central, deslocada para as encostas de morros, na Zona Portuária e no Caju, sobretudo os Morros da Saúde e da Providência. Tais povoamentos cresceram de maneira muito desordenada, dando início ao processo de favelização (ainda não muito preocupante na época) – o que não impediu a adoção de várias outras reformas urbanas e sanitárias que modificaram a imagem da então capital do país. Neste mesmo contexto, uma grande onde migratória, vinda principalmente do Nordeste, chegou na cidade, se estabelecendo em regiões periféricas, dentre eles figuras importantes como Tia Ciata e o cantor Baiano, que vivivam na região da antiga Praça Onze, proximo ao atual Sambódromo da Marquês de Sapucaí, e que foram fundamentais no desenvolvimento inicial do samba e da umbanda, justamente nessas regiões da cidade.

Demolição do Morro do Castelo em 1922, para a Exposição Internacional do Centenário da Independência. Destaque para a antiga Catedral de São Sebastião no topo, onde a cidade floresceu, e o Pão de Açúcar ao fundo.

Em 27 de outubro de 1912, foi inaugurado o primeiro trecho do caminho aéreo do Pão de Açúcar, entre a Praia Vermelha e o Morro da Urca. O chamado "bondinho do Pão de Açúcar" se tornaria um dos grandes símbolos da cidade. Em 12 de agosto de 1931, foi inaugurada a estátua do Cristo Redentor, que também se tornaria um dos grandes símbolos da cidade. Em 1950, foi inaugurado o estádio Jornalista Mário Filho (Maracanã) para abrigar a final da Copa do Mundo FIFA de 1950. 

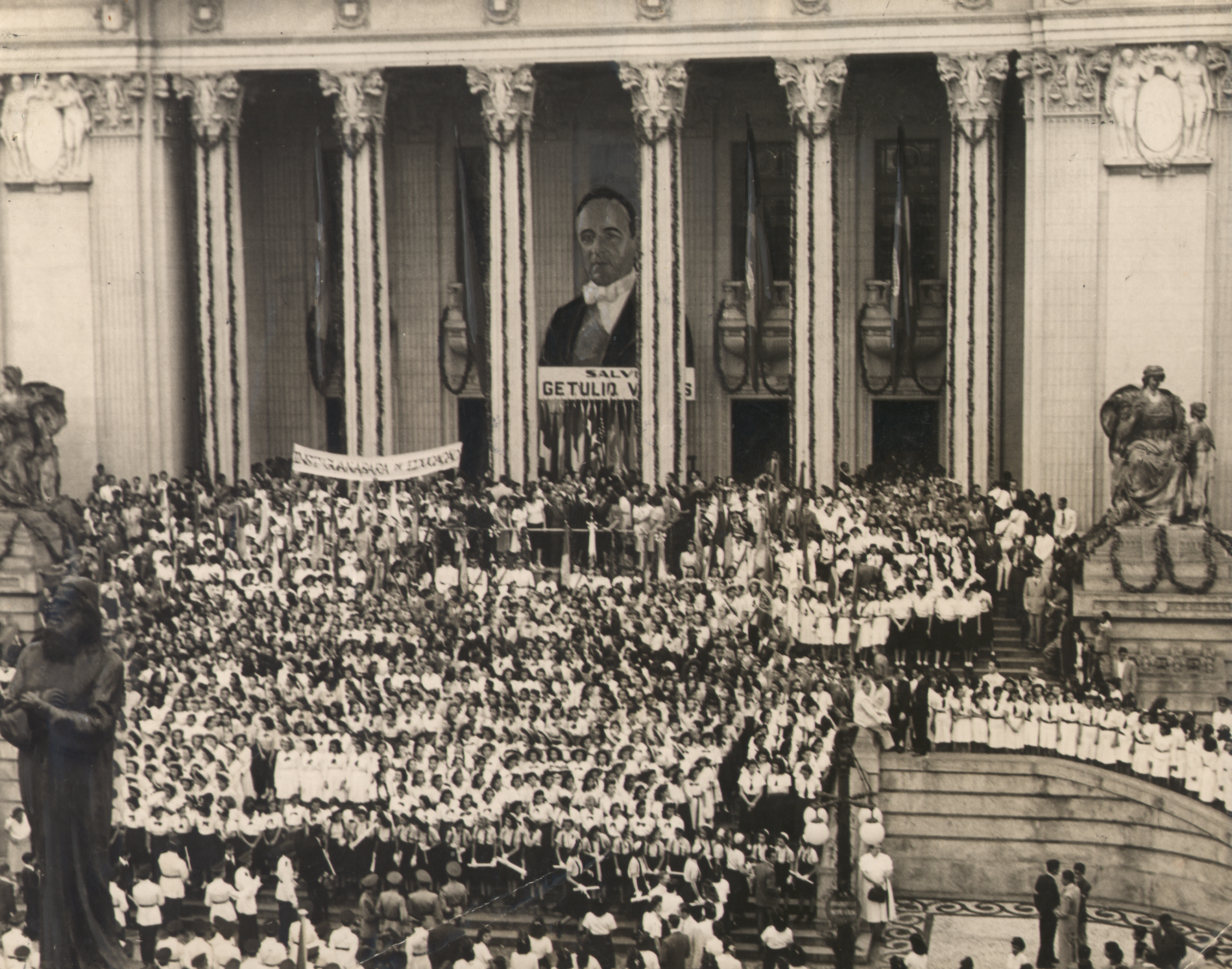
Manifestação de apoio a Getúlio Vargas em frente ao Palácio Tiradentes (Câmara dos Deputados na época), em 1942.

Em 1960, após a transferência da capital do país para Brasília, o antigo Distrito Federal, onde se situava a cidade do Rio de Janeiro, se tornou o estado da Guanabara.
Em 1968, no chamado Caso Para-Sar, foi frustrado um plano terrorista da extrema-direita que pretendia explodir vários locais da cidade, incluindo o Gasômetro de São Cristóvão. No mesmo ano, em 26 de junho, ocorreu, na cidade, a Passeata dos Cem Mil, marcha popular em protesto contra a ditadura militar vigente no país desde 1964. Em 15 de março de 1975, ocorreu a fusão do estado da Guanabara com o antigo estado do Rio de Janeiro, formando o atual estado do Rio de Janeiro. Em 23 de julho, foi promulgada a Constituição do Estado do Rio de Janeiro.

Passeata dos cem mil, em 1964, com discurso de Vladimir Palmeira. Foi o início de grandes manifestações na cidade contra a ditadura, tendo seu apogeu no Comício da Candelária pelas Diretas Já em 1984, com cerca de 1 milhão de pessoas.

Em 30 de abril de 1981, ocorreu o chamado Atentado do Riocentro, um atentado no pavilhão de exposições Riocentro. O atentado, perpetrado por agentes da ditadura militar, deveria ser atribuído a setores da esquerda, porém o artefato disparou acidentalmente antes do tempo, matando os agentes. Em 1984, foi inaugurada a Passarela Professor Darcy Ribeiro, visando a abrigar o desfile das escolas de samba do Rio de Janeiro. Já no ano seguinte, o Município voltou a eleger pela via direta os seus prefeitos, eleitos desta forma regularmente a cada 4 anos, a partir de 1988.
Em 1992, a cidade sediou a Conferência das Nações Unidas sobre Meio Ambiente e Desenvolvimento (CNUCED), mais conhecida como Rio-92 ou ECO-92 – a primeira reunião internacional de peso a se realizar após o fim da Guerra Fria, com a presença de delegações de 175 países. A cidade foi sede dos Jogos Pan-Americanos de 2007, ocasião na qual realizou investimentos em estruturas esportivas (incluindo a construção do Estádio Olímpico Nilton Santos) e nas áreas de transportes, segurança pública e infraestrutura urbana, que continuaram nos anos seguintes, em função de outros eventos que se seguiram. 
Em 2013, a Cidade sediou a Copa das Confederações da FIFA, no remodelado Estádio do Maracanã, e em 2014, novamente foi palco de mais uma Copa do Mundo realizada no país, bem como assistiu ao jogo final, disputado entre Alemanha e Argentina; finalmente, em 2016, o Rio de Janeiro foi sede dos Jogos Olímpicos, o primeiro realizado no país, e na América do Sul.